# Кирибатийско-французские отношения
Кирибатийско-французские отношения — двусторонние дипломатические отношения между Кирибати и Францией. Две страны поддерживают официальные дипломатические отношения, но не имеют дипломатического присутствия на территории друг друга. Посольство Франции в Суве, Фиджи, аккредитовано в Кирибати. 

## История
В 1995 году Кирибати ненадолго приостановил свои дипломатические отношения с Францией в знак протеста против французских ядерных испытаний в Муруроа во Французской Полинезии.
Франция оказывает Кирибати помощь в различных формах. Французская помощь позволила открыть девять школьных классов на Майане в начале 2000-х годов, а Франция также недавно помогла Кирибати в оценке оставшихся запасов фосфатов на Банабе. 
В 2002 году французский экспорт в Кирибати составил 24 млн. евро. 
Кирибати также позволяет французским судам ловить рыбу в своих водах. 
Президент Кирибати Аноте Тонг совершил государственный визит в Париж в июне 2006 года для участия в многостороннем саммите Франция-Океания. Саммит был направлен на «укрепление франко-тихоокеанских отношений и регионального сотрудничества» в экономической, политической, экологической областях и в сфере безопасности.
Вице-президент Кирибати Тейма Онорио приняла участие в третьем саммите Франция-Океания 31 июля 2009 года в Нумеа. Президент Аноте Тонг принял участие в 5-й Всемирной конференции по океанам, побережьям и островам, организованной совместно Францией и ЮНЕСКО 3-7 мая 2010 года в Париже.